# Dosu Napului
Dosu Napului – wieś w Rumunii, w okręgu Kluż, w gminie Ceanu Mare. W 2011 roku liczyła 151 mieszkańców.